# عاشق راک‌اندرولم
«عاشق راک اند رول هستم» (به انگلیسی: I Love Rock 'n' Roll) ترانه‌ای است که آلن مریل و جیک هوکر آن را نوشته‌اند و اولین‌بار در سال ۱۹۷۵ توسط گروه اروز ضبط شده‌است.
این ترانه بیشتر با نسخهٔ سال ۱۹۸۲ آن که جون جت اجرا کرد شناخته می‌شود. نسخهٔ جون جت که در قالب اولین تک‌آهنگ آلبومی با همین نام منتشر شد، از نظر عملکرد تجاری موفق‌ترین اثر او تا به امروز بوده‌است. این نسخه در زمان انتشارش در ایالات متحده صدرنشین جدول بیلبورد هات ۱۰۰ شد و شمارهٔ ۳ جدول سالیانهٔ بیلبورد در پایان سال ۱۹۸۲ میلادی بود. در سال ۲۰۱۶ اجرای جون جت از «عاشق راک اند رول هستم» در تالار مشاهیر گرمی ثبت شد. مجلهٔ رولینگ استون در گزینش ۵۰۰ ترانهٔ برتر همهٔ زمان‌ها جایگاه ۴۹۱ فهرستش را به این اجرا اختصاص داده‌است.

## نسخهٔ بریتنی اسپیرز
در سال ۲۰۰۲ بریتنی اسپیرز نسخهٔ جدیدی از «عاشق راک اند رول هستم» را ضبط کرد که به عنوان چهارمین تک‌آهنگ از سومین آلبوم استدیویی‌اش به نام بریتنی منتشر شد. این ترانه ابتدا در فیلم چهارراه و سکانسی که شخصیت لوسی (با بازی اسپیرز) در یک بار کارائوکه اجرا می‌کند توسط او خوانده شد و سپس در آلبومش گنجانده شد. این اولین ترانهٔ راک محسوب می‌شود که اسپیرز آن را اجرا کرده‌است. موزیک ویدئوی «عاشق راک اند رول هستم» را کریس اپل‌بام برای اسپیرز ساخته‌است.